# Creation Records
Creation Records — британский независимый музыкальный лейбл, образованный в 1983 году музыкантом и антрепренёром Аланом Макги, при участии Дика Грина и Джо Фостера и названный в честь рок-группы Creation (одна из песен последних дала название и коллективу Biff Bang Pow!, в котором одно время играли все трое). В начале 1990-х годов лейбл вступил в партнёрство с Sony, результатом чего явились массовые релизы продукции Creation за пределами Великобритании. Под руководством Макги лейбл просуществовал до 2000 года, завоевав авторитет на британской инди-сцене и оказав значительное влияние на её развитие.

## История
До создания Creation Records Алан Макги был занят в нескольких проектах: фэнзине Communication Blur, собственной рок-группе The Laughing Apple (где также принимал участие Эндрю Иннес, впоследствии гитарист Primal Scream), а также делах концертного зала The Communication Club. Изначально идея состояла в том, чтобы предоставить молодым исполнителям со сходными вкусами (а любимыми группами Макги были Sex Pistols и PiL) возможность записаться и выпустить пластинку; лейбл рассматривался им и как противовес господствовавшему на поп-сцене «мануфактурному» синт-попу.

## Музыканты, записывавшиеся на Creation
- 18 Wheeler
- 3 Colours Red
- A Certain Ratio
- Adorable
- Baby Amphetamine
- Ed Ball
- Bandulu
- Biff Bang Bow!
- BMX Bandits
- The Boo Radleys
- Bernard Butler
- Church of Raism
- The Cramps
- Ivor Cutler
- Bill Drummond
- Eggman
- Felt
- Fluke
- Guided By Voices
- Idha
- The Jasmine Minks
- The Jazz Butcher
- The Jesus and Mary Chain
- Heavy Stereo
- Nick Heyward
- Hollyfaith
- The House of Love
- Hurricane #1[англ.]
- Hypnotone
- Clive Langer
- Le Tone
- The Legend
- The Loft
- Love Corporation
- Medicine
- The Membranes
- Mishka
- Momus
- The Moodists
- Moonshake
- Bob Mould
- My Bloody Valentine
- Nikki Sudden & the Jacobites
- Oasis
- Pacific
- The Pastels
- Poster Children
- Pressure Zone
- Primal Scream
- Razorcuts
- Ride
- Saint Etienne
- Sheer Taft
- Silverfish
- Slaughter Joe
- Slowdive
- The Sneetches
- The Sound of Shoom
- Sugar
- Super Furry Animals
- Swervedriver
- Technique
- Teenage Fanclub
- Teenage Filmstars
- The Telescopes
- The Times
- Ultra Living
- Velvet Crush
- The Weather Prophets
- The X-Men
- The Zarjaz